# دهستان انزان شرقی
انزان شرقی، دهستانی است از توابع بخش مرکزی شهرستان بندر گز در استان گلستان ایران.

## جمعیت
براساس سرشماری سال ۱۳۸۵ جمعیت آن ۷٬۱۰۱ نفر (۱٬۷۱۸ خانوار) بوده‌است.